# James Achurch
James Achurch (James Dudley „Jim“ Achurch; * 21. Januar 1928; † 5. November 2015) war ein australischer Speerwerfer.
1954 siegte er bei den British Empire and Commonwealth Games in Vancouver. Bei den Olympischen Spielen 1956 in Melbourne schied er in der Qualifikation aus.
1953 und 1954 wurde er Australischer Meister. Seine persönliche Bestleistung von 68,94 m stellte er 1956 auf. 1991 wurde er in die Sports Hall of Fame der Sunshine Coast aufgenommen.